# Sexto Márcio Honorato
Sexto Márcio Honorato (em latim: Sextus Marcius Honoratus) foi um senador e general romano nomeado cônsul sufecto para o nundínio de outubro a dezembro de 110 com Aulo Lárcio Prisco. 